# ノブドウ
ノブドウ（野葡萄、学名: Ampelopsis glandulosa var. heterophylla）はブドウ科ノブドウ属に属するつる性落葉低木。藪に多く見られ、都市でも空地などに見られる。地方名でイヌブドウ、カラスブドウともいう。中国名は、異葉蛇葡萄。

## 形態・生態
落葉性つる性木本。冬に茎の地上部は枯れるが、基部は残って直径4センチメートル (cm) にもなる。茎の節ごとに先が2つに分かれた巻きひげが伸び、他物に巻き付く。
葉は長さ10 cmほどの円形で、切れ込みは浅いものから深いものまで様々あり、特に深く切れ込むものはキレハノブドウの品種名（学名: Ampelopsis glandulosa var. heterophylla f. citrulloides）で区別される。ブドウやヤマブドウに似ることもあるが、別属であり、特に果実は葉と交互につくなどブドウ類とは異なる。
花期は7 - 8月。花は直径4ミリメートル (mm) ほどの球形で、地味で目立たない。
果実は、緑色から熟すと光沢のある青色や紫色などに色づく、又は白色をするが食味は不味い。白い実は正常な実で直径4 mmほどの球形であるが、タマバエやハチの一種に卵を産み付けられて寄生している虫こぶは、直径13 mm前後に肥大して色とりどりな不整形な形になる。

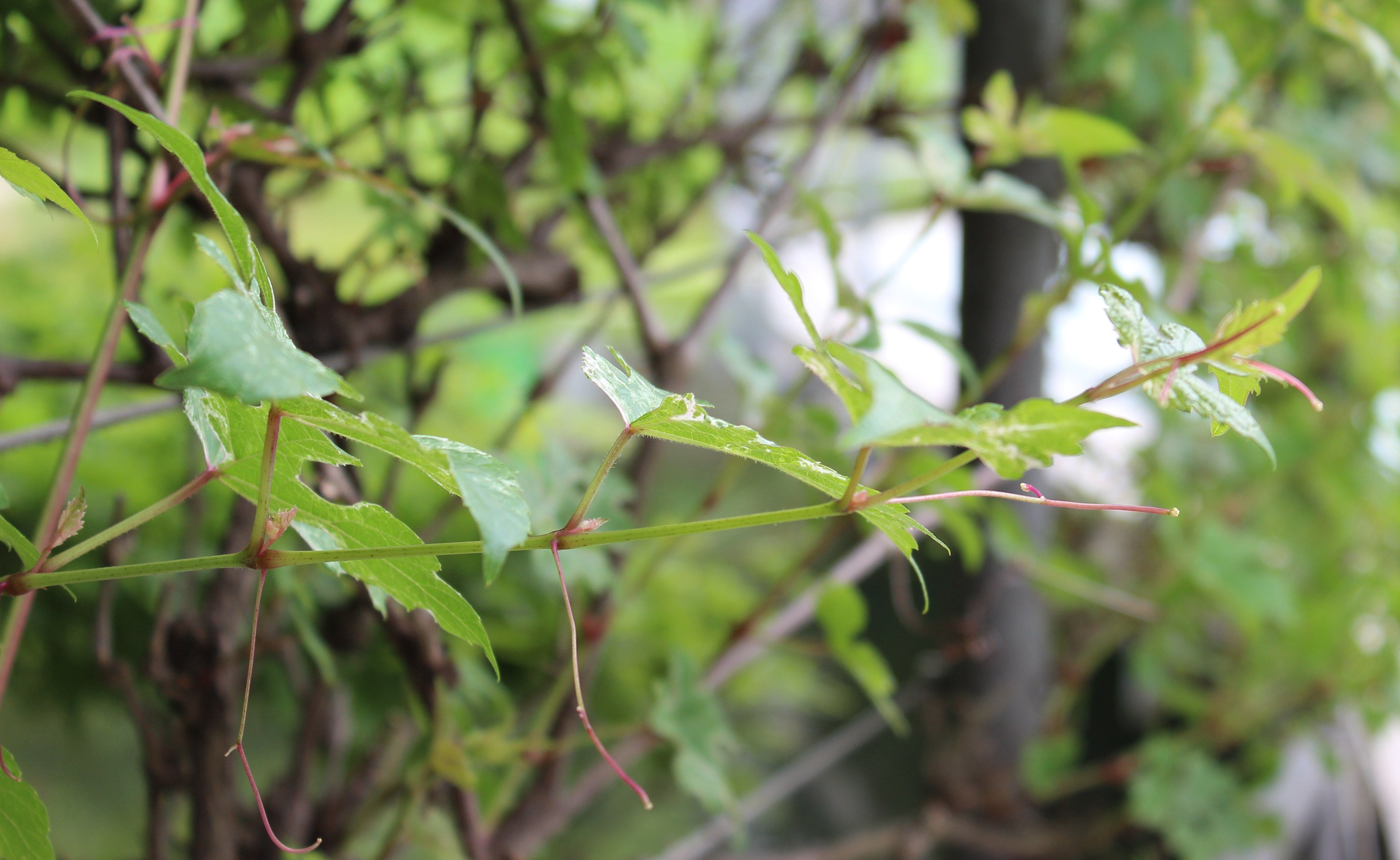
茎
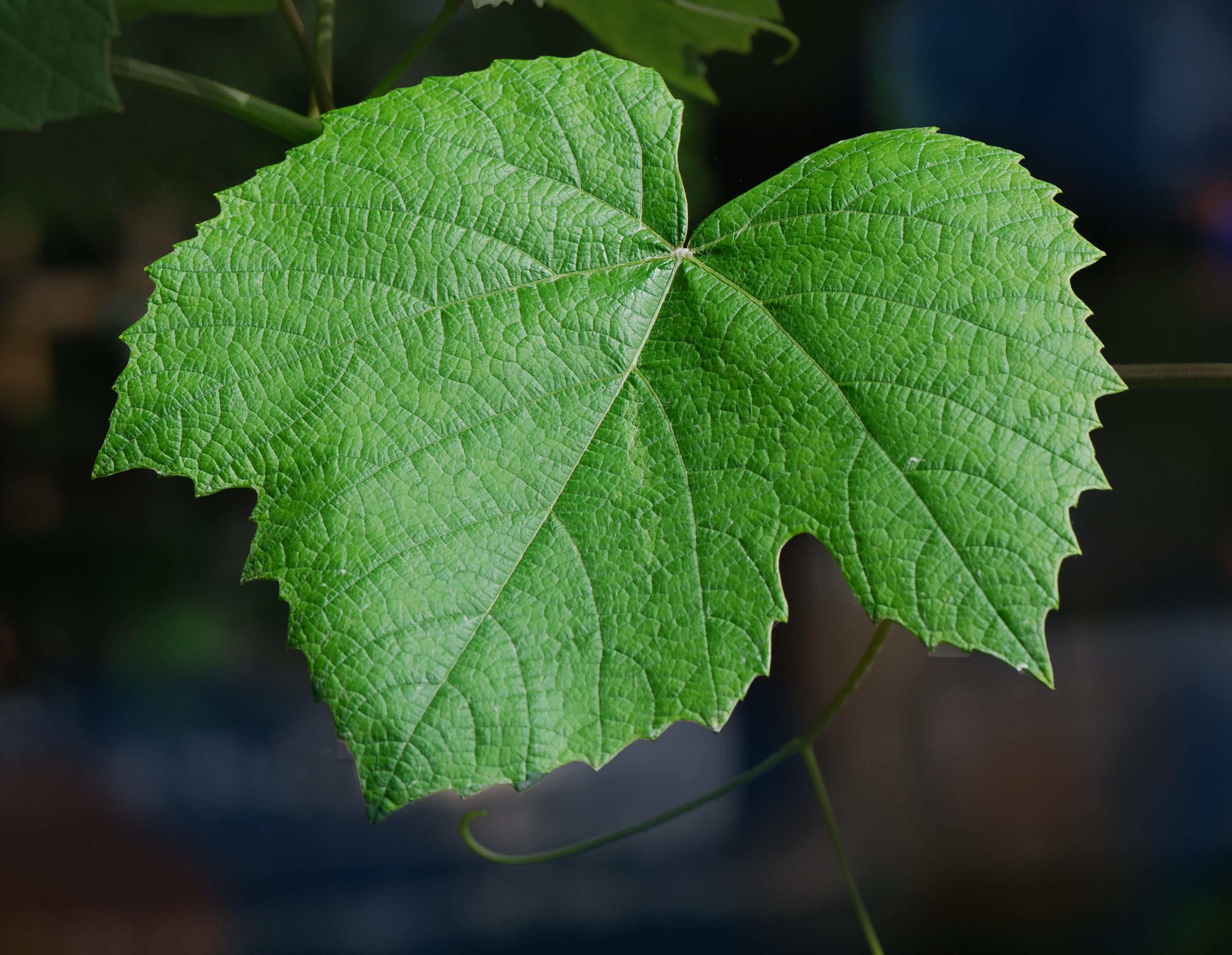
葉
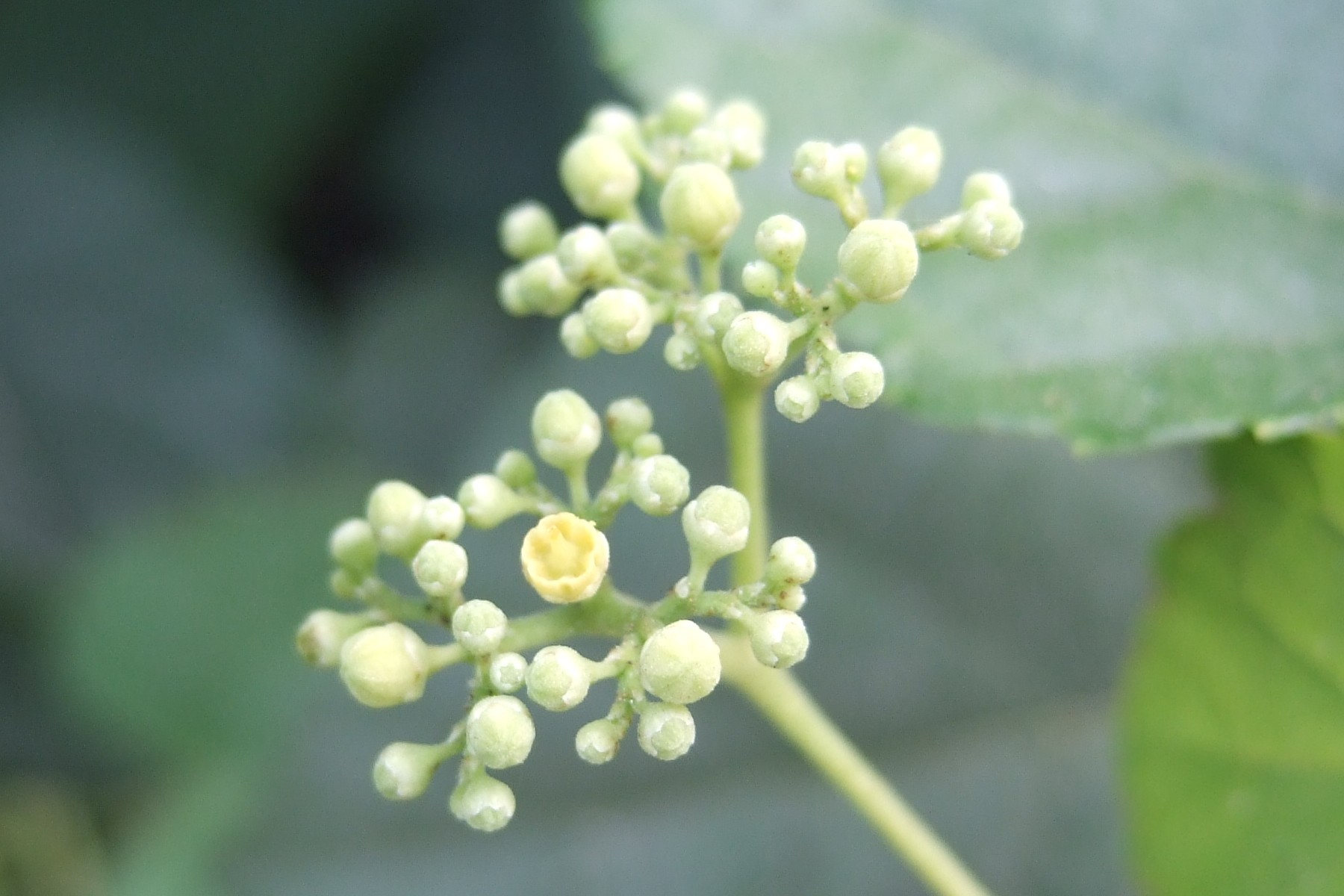
花
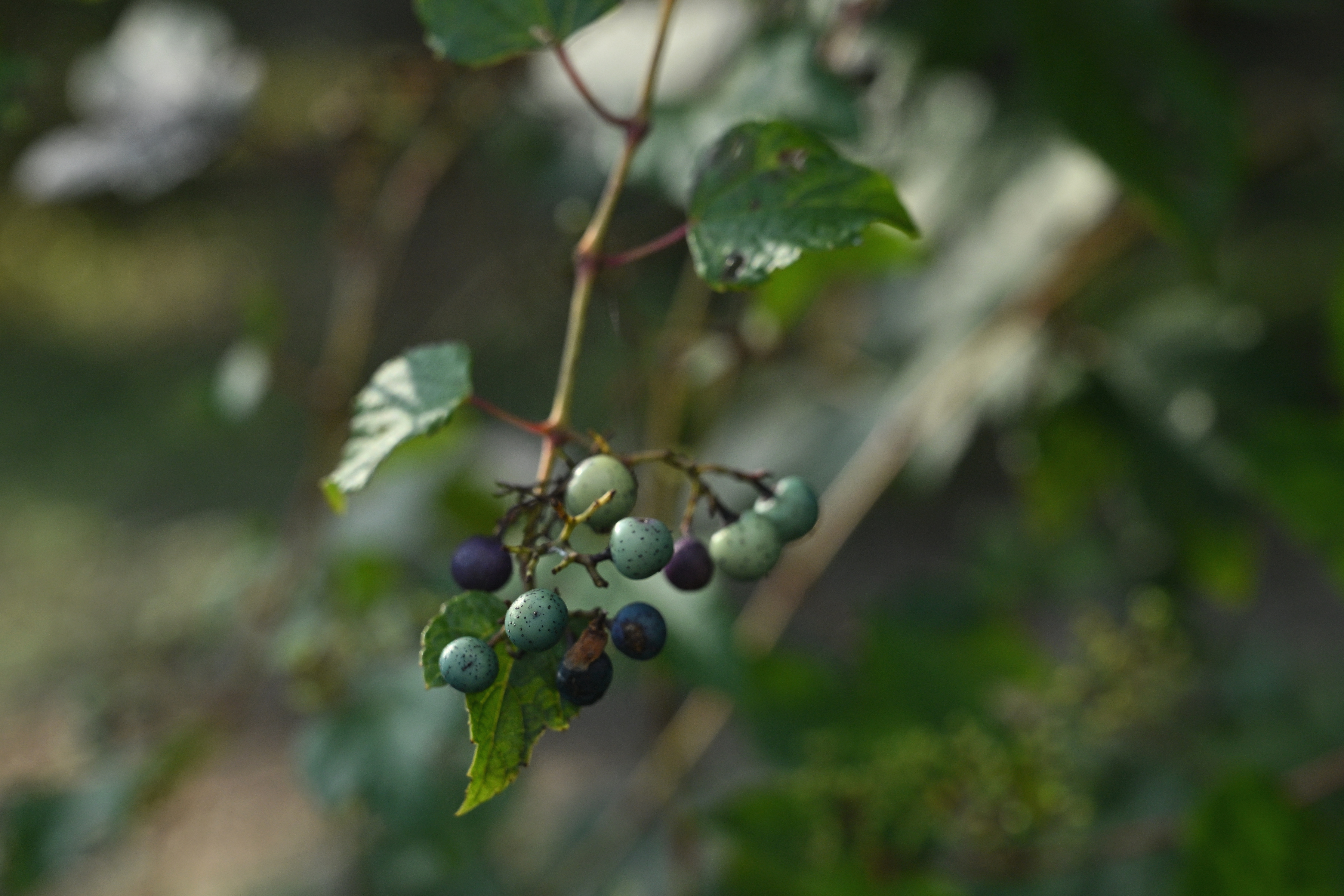
果実

## 分布
日本全国のほか東アジア一帯に分布し、アメリカにも帰化している。山野や藪で、他物に這い上がって覆う。

## 人間との関わり
主に果実を観賞する目的で、園芸植物として栽培されることがある。
漢方でノブドウ属の植物を「蛇葡萄」（じゃほとう）、「蛇葡萄根」（じゃほとうこん）として利用するが、日本のノブドウが薬効を持つかは不詳。民間では、乾燥させた葉を煎じて、お茶代わりに飲むと不整脈に効いたといわれる。ノブドウエキスが肝硬変の治療に役立つ可能性があるという研究結果が報告されている。
また、果実の焼酎漬け（野ぶどう酒）や、乾燥させた葉（野ぶどう茶）も飲用・販売される。

## ノブドウ属
ノブドウ属（ノブドウぞく、学名: Ampelopsis）は、ブドウ科の属の一つ。アジア・アメリカに20種ほどある。
- オフクカズラ Ampelopsis aconitifolia
  - Ampelopsis aconitifolia var. aconitifolia
  - Ampelopsis aconitifolia var. palmiloba
- Ampelopsis acutidentata
- Ampelopsis arborea
- Ampelopsis bodinieri
  - Ampelopsis bodinieri var. bodinieri
  - Ampelopsis bodinieri var. cinerea
- Ampelopsis brevipedunculata
- ウドカズラ（広義） Ampelopsis cantoniensis
  - タイワンウドカズラ Ampelopsis cantoniensis var. cantoniensis
  - ウドカズラ Ampelopsis cantoniensis var. leeoides または Ampelopsis leeoides - 日本に自生し、葉はウドに似た2回羽状複葉で、実は赤く熟する。
- アツバウドカズラ Ampelopsis chaffanjonii
- Ampelopsis cordata
- Ampelopsis delavayana
  - Ampelopsis delavayana var. delavayana
  - Ampelopsis delavayana var. glabra
  - Ampelopsis delavayana var. setulosa
  - Ampelopsis delavayana var. tomentella
- Ampelopsis denudata
- Ampelopsis glandulosa
  - Ampelopsis glandulosa var. brevipedunculata
  - ケノブドウ Ampelopsis glandulosa var. glandulosa
  - テリハノブドウ Ampelopsis glandulosa var. hancei
  - ノブドウ Ampelopsis glandulosa var. heterophylla
  - Ampelopsis glandulosa var. kulingensis
- Ampelopsis grossedentata
- アツバノブドウ Ampelopsis humulifolia
- Ampelopsis hypoglauca
- カガミグサ（白斂：ビャクレン） Ampelopsis japonica - 中国原産。漢方薬に使われる。
- Ampelopsis megalophylla
- Ampelopsis mexicana
- Ampelopsis orientalis
- Ampelopsis rubifolia
- Ampelopsis vitifolia

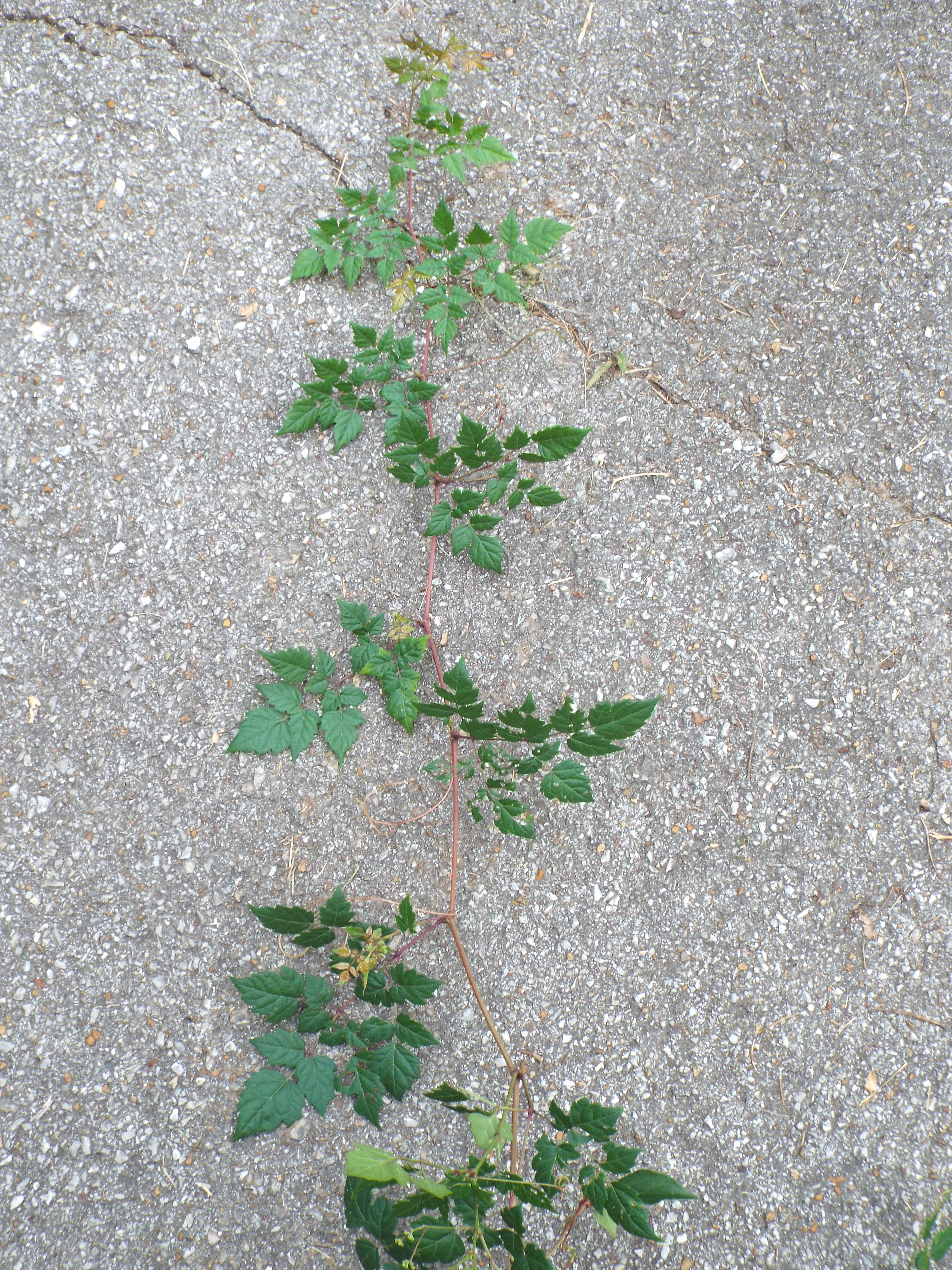
Ampelopsis arborea
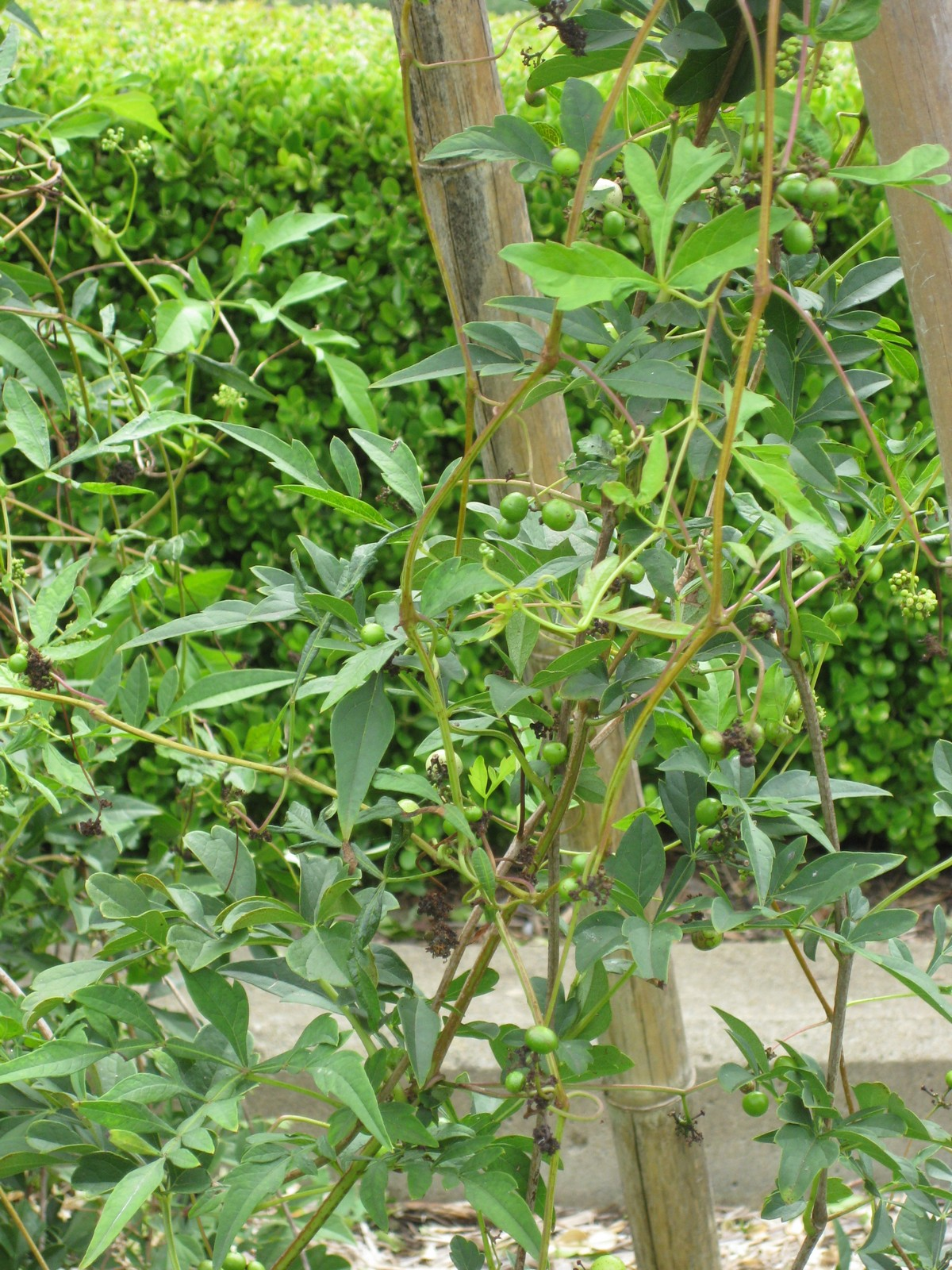
カガミグサ Ampelopsis japonica
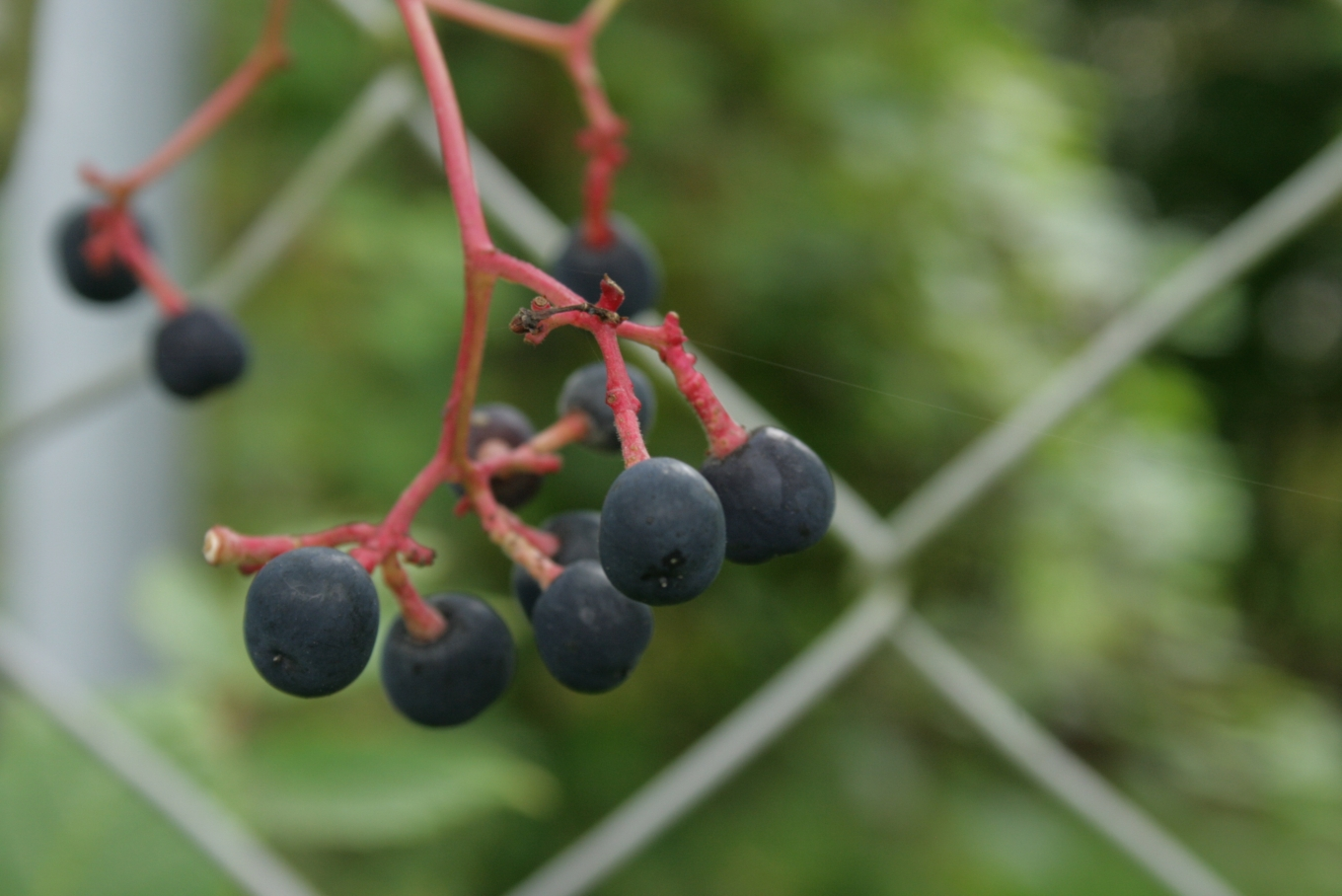
Ampelopsis megalophylla

 ウィキスピーシーズには、ノブドウ属に関する情報があります。

 ウィキメディア・コモンズには、ノブドウ属に関するカテゴリがあります。